# Watanabeopetalia usignata
Watanabeopetalia usignata är en trollsländeart som först beskrevs av Chao 1999.  Watanabeopetalia usignata ingår i släktet Watanabeopetalia och familjen kungstrollsländor. IUCN kategoriserar arten globalt som otillräckligt studerad. Inga underarter finns listade i Catalogue of Life.